# Артилерійська бусоль

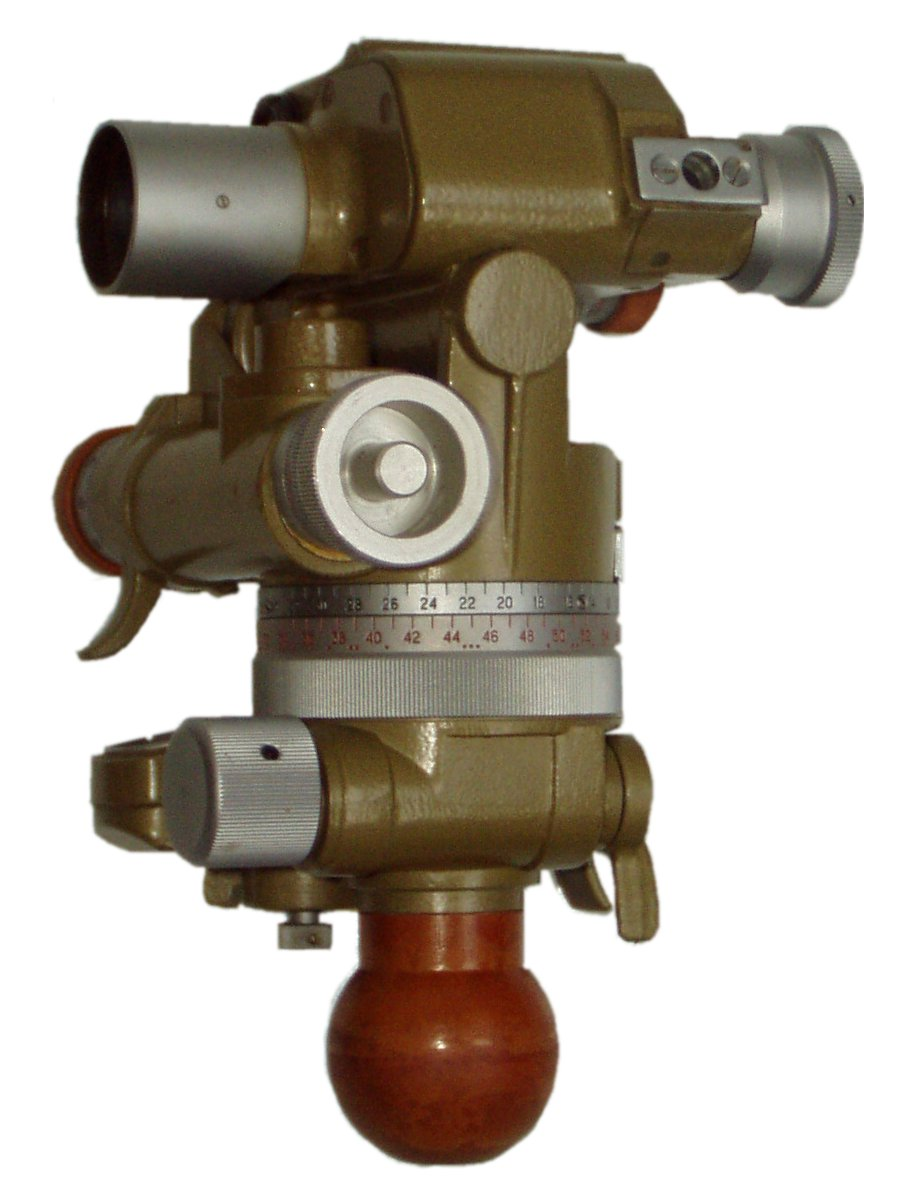
Артилерійська бусоль типу ПАБ-2 без триноги й азимутальної насадки.

Артилерійська бусо́ль — вид бусолі, застосовуваної в артилерії для визначення магнітних азимутів і дирекційних кутів, орієнтування гармат і приладів у заданому напрямку, вимірювання відстані, засічення цілей, а також для спостереження і розвідки.

## Види і моделі

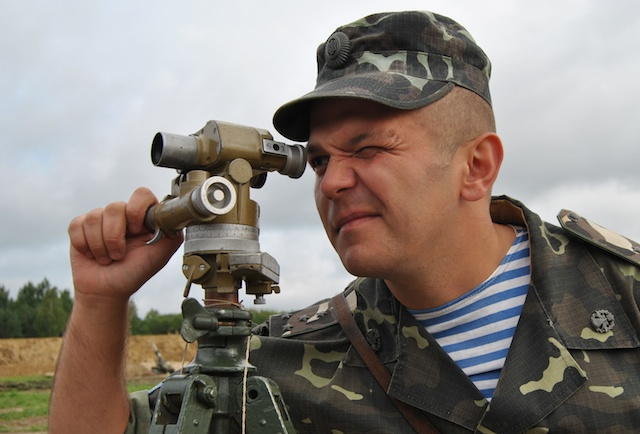
Військовослужбовець української армії з бусоллю

У Радянському Союзі на заводі імені С. О. Звєрева в Красногорську випускалися артилерійські бусолі ПАБ-2 та її модифікації (модернізована — ПАБ-2М, ПАБ-2А, а також модернізована ПАБ-2А — ПАБ-2АМ).

## Будова і комплектація
У цілому, бусоль являє собою компас (роль якого виконує орієнтир-бусоль), з'єднаний з вимірювальними й оптичними приладами.
Монокуляр бусолі має вигляд зорової труби, будова якої аналогічна зоровій трубі бінокля.
До складу бусолі ПАБ-2 і ПАБ-2М входять бусоль з футляром, складана 2-метрова далекомірна рейка, приладдя для освітлення і тринога; до складу ПАБ-2А і ПАБ-2АМ додатково входить азимутальна насадка АНБ-1. Азимутальною насадкою користуються при астрономічному орієнтуванні бусолі.

## Використовування і бойове застосування
ПАБ-2 та її модифікації широко застосовувалися в Радянській Армії в артилерійських підрозділах при стрільбі із закритих позицій і під час бойової підготовки, розвідувальних (в тому числі й артилерійській розвідці) підрозділах; штатно входили до укладки багатьох видів бойової техніки (наприклад 9П132, 1В14, 1В18, 1В19, 1В119, ПУ-12, ППРУ-1, ІРМ «Жук», РЛС «Рись», танків Т-64, дослідних зразках техніки).